# Caprimulgus
Caprimulgus és un gènere d'ocells d'hàbits nocturns de la família dels caprimúlgids (Caprimulgidae). Coneguts com a enganyapastors, el gènere conté una gran quantitat d'espècies i es distribueix per hàbitats molt variats. Tenen una mitjana grandària, amb ales llargues i agudes i potes i becs curts. D'hàbits vespertins o nocturns, solen niar en terra i s'alimenten d'arnes, grans papallones nocturnes i altres insectes voladors grans. La majoria tenen peus petits i poc útils per caminar, i un plomatge suau de color críptic, per camuflar-s'hi entre les fulles. Algunes espècies, cosa rara entre les aus, romanen a les branques dels arbres en sentit longitudinal, i no travessats. Les espècies de zones temperades tenen hàbits migratoris.

## Etimologia
Caprimulgus prové de la veu llatina caprimulgus "enganyapastor", format pel ll. capra "cabra femella" i pel ll. mulgere "munyir". Se li donà aquest nom per l'antiga creença segons la qual els enganyapastors entraven als estables i xuclaven la llet de les mamelles de les cabres, provocant-los lesions i les feien tornar cegues.

## Taxonomia
Si bé eren distingides, dins aquest gènere, espècies de gran part del món, arran recents treballs, les espècies americanes van ser ubicades al gènere Antrostomus, al mateix temps que les espècies fins ara assignades a Macrodipteryx eren ubicades a Caprimulgus.

Avui es distingeixen unes 38 espècies dins aquest gènere:
- siboc (Caprimulgus ruficollis).
- enganyapastors de jungla (Caprimulgus indicus).
- enganyapastors gris (Caprimulgus jotaka).
- enganyapastors de les Palau (Caprimulgus phalaena).
- enganyapastors europeu (Caprimulgus europaeus). Inclou l'enganyapastors de Vaurie (Caprimulgus centralasicus).
- enganyapastors embridat (Caprimulgus fraenatus).
- enganyapastors galta-rogenc (Caprimulgus rufigena).
- enganyapastors d'Egipte (Caprimulgus aegyptius).
- enganyapastors de Sykes (Caprimulgus mahrattensis).
- enganyapastors de Núbia (Caprimulgus nubicus).
- enganyapastors daurat (Caprimulgus eximius).
- enganyapastors maharaja (Caprimulgus atripennis).
- enganyapastors cuagròs (Caprimulgus macrurus).
- enganyapastors de Mees (Caprimulgus meesi).
- enganyapastors de les Andaman (Caprimulgus andamanicus).
- enganyapastors de les Filipines (Caprimulgus manillensis).
- enganyapastors de Sulawesi (Caprimulgus celebensis).
- enganyapastors de les espines (Caprimulgus donaldsoni).
- enganyapastors músic (Caprimulgus pectoralis).
- enganyapastors d'Etiòpia (Caprimulgus poliocephalus).
- enganyapastors de l'Índia (Caprimulgus asiaticus).
- enganyapastors de Madagascar (Caprimulgus madagascariensis).
- enganyapastors de Natal (Caprimulgus natalensis).
- enganyapastors de Nechisar (Caprimulgus solala).
- enganyapastors senzill (Caprimulgus inornatus).
- enganyapastors estelat (Caprimulgus stellatus).
- enganyapastors de sabana (Caprimulgus affinis).
- enganyapastors grinyolant (Caprimulgus griseatus)
- enganyapastors pigallat (Caprimulgus tristigma).
- enganyapastors de Bonaparte (Caprimulgus concretus).
- enganyapastors de Salvadori (Caprimulgus pulchellus).
- enganyapastors de Prigogine (Caprimulgus prigoginei).
- enganyapastors de Bates (Caprimulgus batesi).
- enganyapastors cuallarg (Caprimulgus climacurus).
- enganyapastors cuapunxegut (Caprimulgus clarus).
- enganyapastors de Fosse (Caprimulgus fossii).
- enganyapastors portaestendards (Caprimulgus longipennis).
- enganyapastors de cintes (Caprimulgus vexillarius).